# 33610 Payra
33610 Payra è un asteroide della fascia principale. Scoperto nel 1999, presenta un'orbita caratterizzata da un semiasse maggiore pari a 2,3270055 UA e da un'eccentricità di 0,1814210, inclinata di 8,08775° rispetto all'eclittica.